# Mexikói Washington-pálma

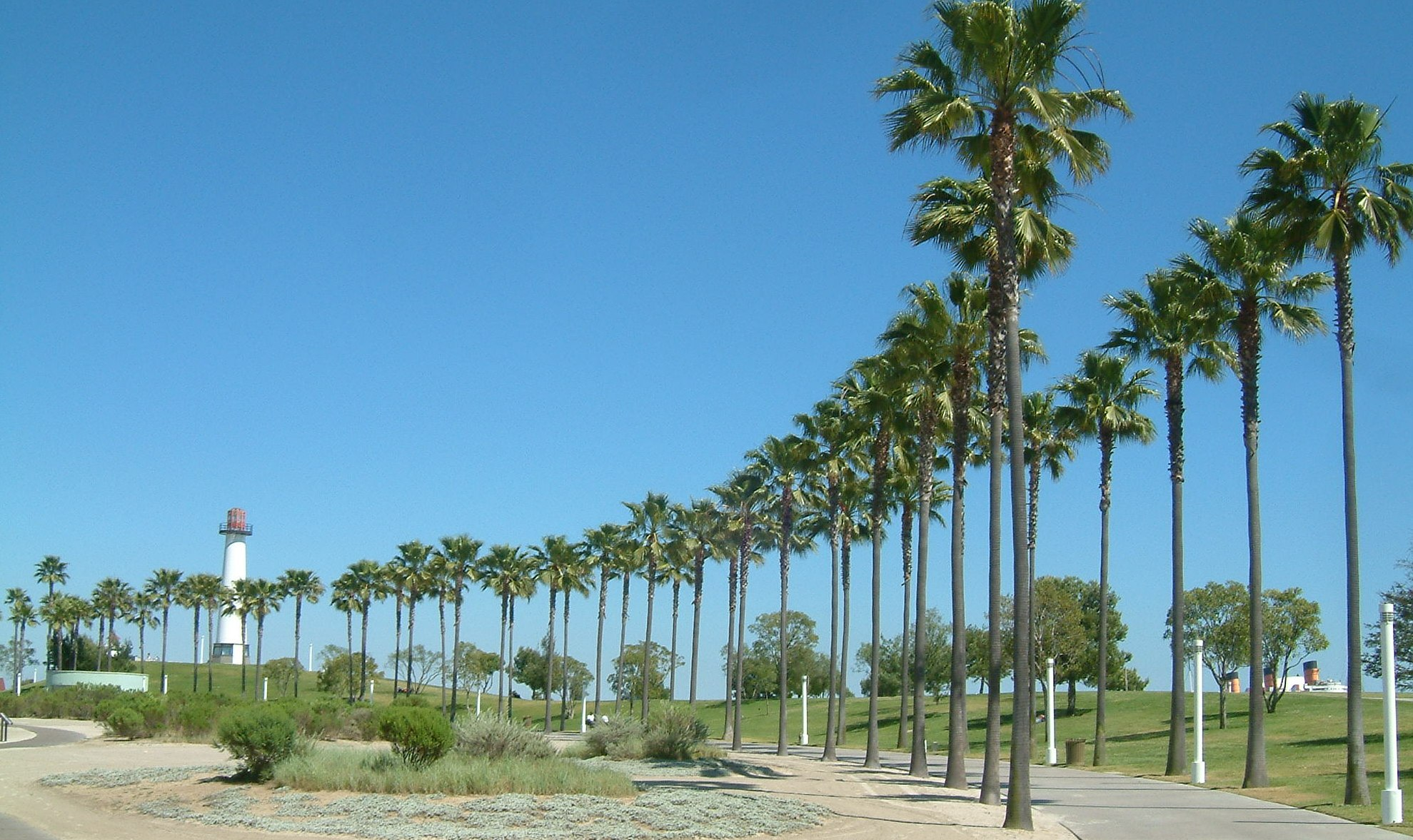
Mexikói Washington-pálmák (Long Beach, Kalifornia)

A mexikói Washington-pálma (Washingtonia robusta) az egyszikűek (Liliopsida) osztályának a pálmavirágúak (Arecales) rendjébe, ezen belül a pálmafélék (Arecaceae) családjába tartozó faj.

## Előfordulása
A mexikói Alsó-Kalifornia és Sonora államokban honos. A természetes élőhelyéhez hasonló éghajlatú területeken széles körben ültetik dísznövényként, de nedvesebb trópusi területeken is.

## Megjelenése
Magas pálma, hosszú nyelű, legyező alakú levelekkel. A törzset az elpusztult levelekből képződött köpeny burkolja. A pálma felálló törzsű, legfeljebb körülbelül 25 méter magas fa. Karcsúbb, magasabb és valamivel gyorsabb növekedésű, mint a kaliforniai Washington-pálma. A legyezősugarak V alakban összehajtottak. A levélnyél körülbelül olyan hosszú, mint a levéllemez, együttes hosszuk 2 méter körüli. A levelek minden irányban szétállók. Ha az elhalt leveleket eltávolítják, a pálma megjelenése egészen más, mint a levélköpennyel.